# Lärje
Lärje var den första stationen på Västergötland–Göteborgs Järnvägars (VGJ) bana från Göteborg räknat. Stationen låg cirka sex kilometer från VGJ:s station i Göteborg. Strax efter stationen gick spåret på en viadukt över Bergslagernas Järnvägars spår, nuvarande Norge/Vänerbanan, och följde därefter Lärjeåns dalgång.